# Et la planète sauta...

Et la planète sauta... est un roman de science-fiction de B. R. Bruss publié en 1946. C'est le premier livre important de science-fiction française d'après-guerre.

## Résumé
Deux jeunes archéologues découvrent un aérolithe tombé au milieu d'un champ en Sologne. Au lieu d'une simple roche, celui-ci s'avère être un coffre contenant plusieurs objets dont des documents qu'ils s'emploient aussitôt à déchiffrer. Après vingt années d'efforts, ils parviennent à les traduire ; ils contiennent entre autres le journal intime d'un certain Morar, habitant d'une autre planète. Les documents racontent l'histoire de Rhama, la cinquième planète du système solaire qui était située entre Mars et Jupiter.

## Présentation de l'œuvre
Construit en deux parties, ce roman est constitué en premier lieu par le récit de la découverte de l'aérolithe par les deux archéologues et du déchiffrage du manuscrit qu'il contient. La seconde partie consiste en l'histoire de la planète Rhama racontée par Morar, sa découverte de l'arme nucléaire et la destruction qui en a résulté.

Écrit en 1946, peu après le bombardement d'Hiroshima, ce roman est une évidente mise en garde contre les risques de destruction de notre planète par l'arme atomique, mais également contre l'apparition de technologies de contrôle de la pensée. L'extraterrestre Morar, si semblable à nous dans ses espoirs et ses craintes, n'est autre que le reflet de l'humanité, et son récit celui de l'avenir qui la menace.

## Publications

### France
- éd. Le Portulan, 1946.
- éd. Robert Laffont, coll. Ailleurs et Demain - Classiques, 1971.
- éd. Le Livre de poche, coll. « Science Fiction », 1re série no 7040, 1979.
- éd. Critic, in Le Fleuve obscur de l'avenir, coll. « La Petite Bibliothèque SF », 2014, p. 9-195.

### Italie
- Cronache d'un mondo perduto, Arnoldo Mondadori, Urania no 257, juin 1961[2].